# ایوان منجیوار
ایوان منجیوار (انگلیسی: Ivan Menjivar؛ زادهٔ ۱۹۸۲) ورزشکار هنرهای رزمی ترکیبی اهل السالوادور است.